# Armando Croatto
Armando Daniel Croatto nació en Argentina y fue abatido en Munro, provincia de Buenos Aires, Argentina, el 17 de septiembre de 1979, fue un sindicalista que militó en la organización Montoneros y fue elegido diputado nacional por el FREJULI en 1973.

## Actividad política
Elegido delegado gremial por sus compañeros, militó en el Sindicato de Trabajadores Municipales de Avellaneda, en el que fundó la agrupación Lista Blanca. Fue presidente de la Juventud Católica de Avellaneda y dirigente de la Acción Sindical Argentina,  una organización para-sindical que nucleó a jóvenes militantes de distintos sindicatos durante el período que va del derrocamiento de Perón en 1955 al golpe de Estado del 24 de marzo del 1976 y que mantuvo una postura combativa. También iIntegraba la CGT de los Argentinos y formó parte de la Juventud Trabajadora Peronista, el brazo sindical de la organización Montoneros.
El 11 de marzo de 1973 en las elecciones fue elegido diputado nacional por el Frente Justicialista de Liberación que llevaba a Héctor José Cámpora como candidato a la presidencia.
A fines de enero de 1974 el gobierno que encabezaba Juan Domingo Perón impulsó una reforma del Código Penal agravando las penas para actos subversivos y un grupo de diputados de la Juventud Peronista entre los que se encontraba Croatto se oponía a la medida concurrieron a entrevistarlo.
Esperaban hablar en privado, pero Perón los recibió delante de las cámaras de televisión,  escuchó unos minutos sus argumentos y a continuación les respondió con algunas consideraciones al final de las cuales les indicó claramente que quienes no estaban de acuerdo con el peronismo debían marcharse y fue así que el 24 de enero de 1974 ocho de los diputados –incluido Croatto- hicieron una carta “Al señor Jefe del Movimiento Nacional Justicialista Cº. Tte. Gral. don Juan D. Perón” poniendo a su disposición sus renuncias como diputados.
Luego que Montoneros pasara a la clandestinidad Croatto, que era el responsable sindical, emigró a España en 1976, país en el cual un grupo de militares argentinos que acompañaba a un integrante de Montoneros que estaba colaborando con ellos trató de secuestrarlo en septiembre de 1978.
En 1979 regresó a la Argentina en el marco de la autodenominada "contraofensiva" montonera y al acudir a una cita “envenenada” fue asesinado en el interior del supermercado Canguro, en la localidad bonaerense de Munro, por un grupo de tareas de las Fuerzas Armadas.
Sus hijos se encontraban en la guardería instalada en La Habana (Cuba) por Montoneros que estaba a cargo de su esposa Susana Brardinelli y sobre la cual preparó un filme su hija Virginia.